# Prix du jury du Filmfare Award South
Le prix du jury du Filmfare Award South est une récompense attribuée par le magazine indien Filmfare dans le cadre des Filmfare Awards South annuels.

## Lauréats
| Année | Vainqueur(s)                                | Vainqueur(s)         | Film                                                                      | Langue                              | Réf.   |
| ----- | ------------------------------------------- | -------------------- | ------------------------------------------------------------------------- | ----------------------------------- | ------ |
| 2010  | Deva Katta                                  | Directeur            | Prasthanam                                                                | Télougou                            | [ 1 ]  |
| 2009  | Mohanlal                                    | Acteur               | Bhramaram                                                                 | Malayalam                           | [ 2 ]  |
| 2009  | Yuvan Shankar Raja                          | Directeur de musique | Oye!                                                                      | Télougou                            | [ 2 ]  |
| 2009  | Srinagar Kitty                              | Acteur               | Savaari                                                                   | Kannada                             | [ 2 ]  |
| 2009  | Yagna Shetty                                | Actrice              | Eddelu Manjunatha                                                         | Kannada                             | [ 2 ]  |
| 2006  | Chiranjeevi Mammootty                       | Acteurs              | Legends                                                                   | Télougou Malayalam                  | [ 3 ]  |
| 2003  | K. Muralitharan V. Swaminathan G. Venugopal | Producteur           | Anbe Sivam                                                                | Tamoul                              | [ 4 ]  |
| 2000  | Venkatesh                                   | Acteur               | Kalisundam Raa                                                            | Télougou                            | [ 5 ]  |
| 1999  | Vikram                                      | Acteur               | Sethu                                                                     | Tamoul                              | [ 6 ]  |
| 1998  | Ramoji Rao                                  | Producteur           | Contributions                                                             | Télougou                            | ,      |
| 1995  | Akhil Akkineni                              | Enfant acteur        | Sisindri                                                                  | Télougou                            | [ 9 ]  |
| 1988  | Venkatesh                                   | Acteur               | Brahma Putrudu                                                            | Télougou                            | [ 10 ] |
| 1986  | S. P. Balasubrahmanyam                      | Chanteur             | Pour son travail exceptionnel en tant que chanteur playback               | Toutes les langues du Sud de l'Inde | ,      |
| 1985  | Puneeth Rajkumar                            | Enfant acteur        | Bettada Hoovu                                                             | Kannada                             | [ 13 ] |
| 1984  | Vishnuvardhan                               | Acteur               | Bandhana                                                                  | Kannada                             | [ 14 ] |
| 1983  | Revathi                                     | Actrice              | Man Vasanai                                                               | Tamoul                              | [ 15 ] |
| 1977  | Sridevi                                     | Actrice              | 16 Vayathinile                                                            | Tamoul                              | [ 16 ] |
| 1976  | Jaya Prada                                  | Actrice              | Siri Siri Muvva et Anthuleni Katha                                        | Télougou                            | [ 17 ] |
| 1976  | Gummadi                                     | Acteur               | Travaux exceptionnel pour ses films Jyothi & Sita Kalyanam                | Télougou                            | [ 18 ] |
| 1976  | Prem Nazir                                  | Acteur               | Divers films                                                              | Malayalam                           | [ 19 ] |
| 1976  | K. G. George                                | Directeur            | Swapnadanam                                                               | Malayalam                           | [ 20 ] |
| 1975  | Srividya                                    | Actrice              | Apoorva Raagangal                                                         | Tamoul                              | [ 21 ] |
| 1974  | K. R. Vijaya                                | Actrice              | Dheerga Sumangali                                                         | Tamoul                              | [ 22 ] |
| 1973  | Vishnuvardhan M. G. Ramachandran            | Acteur Producteur    | Nagarahavu Ulagam Sutrum Valiban pour ses productions de films de qualité | Kannada Tamoul                      | ,      |
| 1972  | Jamuna                                      | Actrice              | Pandanti Kapuram                                                          | Télougou                            | [ 26 ] |
| 1970  | Jayalalithaa                                | Actrice              | Engirundho Vandhaal                                                       | Tamoul                              | [ 27 ] |
| 1969  | Jayalalithaa                                | Actrice              | Adimai Penn                                                               | Tamoul                              | [ 28 ] |
| 1966  | Jayalalithaa                                | Actrice              | Chandhrodhayam                                                            | Tamoul                              | [ 28 ] |
| 1965  | M. G. Ramachandran                          | Acteur               | Enga Veettu Pillai                                                        | Tamoul                              | [ 29 ] |
| 1963  | S. V. Ranga Rao                             | Acteur               | Naanum Oru Penn                                                           | Tamoul                              | ,      |